# Conseil présidentiel russe pour les droits humains et la société civile

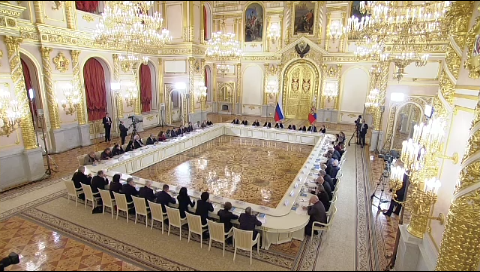
Description : Réunion du Conseil présidentiel pour le développement de la société civile et des droits de l'homme de la Fédération de Russie

Le Conseil présidentiel russe pour les droits humains et la société civile, créé en 2003, est une instance russe chargée de conseiller le chef de l'État russe en matière de droits de l'Homme et de respects des libertés publiques et ayant une fonction consultative.

## Historique
Le Conseil est créé en 2003 en tant que conseil consultatif. Il est présidé par Ella Pamfilova entre 2004 et 2010 et depuis octobre 2010 par Mikhail Fedotov, ancien secrétaire général du syndicat des journalistes en Russie et devient conseil présidentiel[réf. souhaitée].

## Critiques
En 2010, Ella Pamfilova démissionne du conseil en dénonçant "l'impossibilité de forcer le pouvoir à (l)'écouter"